# Unter-Mossau
Unter-Mossau ist ein Ortsteil der Gemeinde Mossautal im südhessischen Odenwaldkreis.

## Geographie
Das offenes Waldhufendorf mit regellosem Grundriss Unter-Mossau liegt im Buntsandstein-Odenwald bei einseitiger Tallage, ca. 5 km westlich von Erbach und ist Sitz der Gemeindeverwaltung von Mossautal. Das Gebiet des Ortsteils besteht aus der Gemarkung Unter-Mossau mit einer Fläche von 1001 Hektar, davon sind 467 Hektar Wald. Die Ortslage befindet sich auf 290 bis 370 m ü. NHN und der höchste Punkt der Gemarkung ist der 501 m hohe Berg Lärmfeuer, an der westlichen Gemarkungsgrenze. In der Gemarkung liegt die Wüstung Mombrunn. Unter-Mossau liegt im Geo-Naturpark Bergstraße-Odenwald am Mossaubach, der in Hüttenthal in den Marbach mündet. Dieser speist kurz darauf den Marbach-Stausee, dessen Abfluss dann in die Mümling mündet. den Durch den Ort verläuft die Landesstraße 3260, die zwischen Ober-Kainsbach und Rehbach von der Bundesstraße 47 abzweigt und weiter auf die B 460 bei Hüttenthal führt. An den Ortsteil Unter-Mossau grenzen, von Norden beginnend, im Uhrzeigersinn, Ober-Mossau, im Osten die Erbacher Stadtteile Roßbach und Elsbach. Im Süden und Westen Mossautal-Hüttenthal und Mossautal-Hintersklingen.

## Geschichte

### Ortsgeschichte
Die älteste erhaltene Erwähnung des Dorfes als Nyddern Mossauwe stammt von 1426. Weitere Erwähnungen erfolgten unter den Ortsnamen (in Klammern das Jahr der Erwähnung): Mossauwe (1426), Unter Mosaue (16. Jahrhundert).
Zum 31. Dezember 1971 fusionierten im Zuge der Gebietsreform in Hessen die Gemeinden Hiltersklingen, Ober-Mossau und Unter-Mossau zur neuen Großgemeinde Mossautal.
Für Unter-Mossau, wie für alle im Zuge der Gebietsreform nach Mossautal eingegliederten Gemeinden, wurde ein Ortsbezirk mit Ortsbeirat und Ortsvorsteher gebildet.

### Gerichte
Nach Auflösung des Amtes Fürstenau 1822 nahm die erstinstanzliche Rechtsprechung für Unter-Mossau das Landgericht Beerfelden wahr, ab 1853 das Landgericht Michelstadt und ab 1879 das Amtsgericht Michelstadt.

### Verwaltungsgeschichte im Überblick
Die folgende Liste zeigt die Staaten und Verwaltungseinheiten, denen Unter-Mossau angehört(e):
- vor 1718: Heiliges Römisches Reich, Grafschaft Erbach, Amt Fürstenau
- ab 1718: Heiliges Römisches Reich, Grafschaft Erbach (Erbach-Fürstenauer Linie), Amt Fürstenau
- ab 1806: Großherzogtum Hessen (Souveränitätslande),[Anm. 2] Fürstentum Starkenburg, Amt Fürstenau (zur Standesherrschaft Erbach-Fürstenau gehörig)
- ab 1815: Großherzogtum Hessen[Anm. 3] (Souveränitätslande), Provinz Starkenburg, Amt Fürstenau (zur Standesherrschaft Erbach-Fürstenau gehörig)
- ab 1822: Großherzogtum Hessen, Provinz Starkenburg, Landratsbezirk Erbach[Anm. 4]
- ab 1848: Großherzogtum Hessen, Regierungsbezirk Erbach
- ab 1852: Großherzogtum Hessen, Provinz Starkenburg, Kreis Erbach
- ab 1871: Deutsches Reich,[Anm. 5] Großherzogtum Hessen, Provinz Starkenburg, Kreis Erbach
- ab 1918: Deutsches Reich, Volksstaat Hessen,[Anm. 6] Provinz Starkenburg, Kreis Erbach
- ab 1938: Deutsches Reich, Volksstaat Hessen, Landkreis Erbach[9][Anm. 7]
- ab 1945: Deutsches Reich, Amerikanische Besatzungszone,[Anm. 8] Groß-Hessen, Regierungsbezirk Darmstadt, Landkreis Erbach
- ab 1946: Deutsches Reich, Amerikanische Besatzungszone, Land Hessen, Regierungsbezirk Darmstadt, Landkreis Erbach
- ab 1949: Bundesrepublik Deutschland, Land Hessen, Regierungsbezirk Darmstadt, Landkreis Erbach
- ab 1972: Bundesrepublik Deutschland, Land Hessen, Regierungsbezirk Darmstadt, Odenwaldkreis, Gemeinde Mossautal[Anm. 9]

## Bevölkerung

### Einwohnerentwicklung
| • 16. Jahrhundert: | 21 wehrfähige Männer                                              |
| • 1650:            | ausgestorben                                                      |
| • 1961:            | 423 evangelische (= 87,76 %), 46 katholische (= 9,54 %) Einwohner |

| Unter-Mossau: Einwohnerzahlen von 1829 bis 2011 | Unter-Mossau: Einwohnerzahlen von 1829 bis 2011 | Unter-Mossau: Einwohnerzahlen von 1829 bis 2011 | Unter-Mossau: Einwohnerzahlen von 1829 bis 2011 | Unter-Mossau: Einwohnerzahlen von 1829 bis 2011 |
| --- | ----------------------------------------------- | ----------------------------------------------- | ----------------------------------------------- | ----------------------------------------------- |
| Jahr |                                                 |                                                 |                                                 | Einwohner                                       |
| 1829 | 1829                                            |                                                 | 415                                             | 415                                             |
| 1834 | 1834                                            |                                                 | 448                                             | 448                                             |
| 1840 | 1840                                            |                                                 | 503                                             | 503                                             |
| 1846 | 1846                                            |                                                 | 535                                             | 535                                             |
| 1852 | 1852                                            |                                                 | 543                                             | 543                                             |
| 1858 | 1858                                            |                                                 | 521                                             | 521                                             |
| 1864 | 1864                                            |                                                 | 556                                             | 556                                             |
| 1871 | 1871                                            |                                                 | 590                                             | 590                                             |
| 1875 | 1875                                            |                                                 | 566                                             | 566                                             |
| 1885 | 1885                                            |                                                 | 564                                             | 564                                             |
| 1895 | 1895                                            |                                                 | 588                                             | 588                                             |
| 1905 | 1905                                            |                                                 | 531                                             | 531                                             |
| 1910 | 1910                                            |                                                 | 499                                             | 499                                             |
| 1925 | 1925                                            |                                                 | 514                                             | 514                                             |
| 1939 | 1939                                            |                                                 | 457                                             | 457                                             |
| 1946 | 1946                                            |                                                 | 674                                             | 674                                             |
| 1950 | 1950                                            |                                                 | 582                                             | 582                                             |
| 1956 | 1956                                            |                                                 | 514                                             | 514                                             |
| 1961 | 1961                                            |                                                 | 482                                             | 482                                             |
| 1967 | 1967                                            |                                                 | 519                                             | 519                                             |
| 1970 | 1970                                            |                                                 | 530                                             | 530                                             |
| 1980 | 1980                                            |                                                 | ?                                               | ?                                               |
| 1990 | 1990                                            |                                                 | ?                                               | ?                                               |
| 2002 | 2002                                            |                                                 | 700                                             | 700                                             |
| 2011 | 2011                                            |                                                 | 678                                             | 678                                             |
| Datenquelle: Historisches Gemeindeverzeichnis für Hessen: Die Bevölkerung der Gemeinden 1834 bis 1967. Wiesbaden: Hessisches Statistisches Landesamt, 1968. Weitere Quellen: ; Zensus 2011 |                                                 |                                                 |                                                 |                                                 |

### Einwohnerstruktur 2011
Nach den Erhebungen des Zensus 2011 lebten am Stichtag, dem 9. Mai 2011, in Unter-Mossau 678 Einwohner. Darunter waren 30 (4,4 %) Ausländer. Nach dem Lebensalter waren 102 Einwohner unter 18 Jahren, 288 zwischen 18 und 49, 165 zwischen 50 und 64 und 120 Einwohner waren älter.
Die Einwohner lebten in 270 Haushalten. Davon waren 53 Singlehaushalte, 81 Paare ohne Kinder und 108 Paare mit Kindern, sowie 15 Alleinerziehende und 6 Wohngemeinschaften. In 54 Haushalten lebten ausschließlich Senioren und in 180 Haushaltungen lebten keine Senioren.

## Politik
Ortsbeirat
Für Unter-Mossau besteht ein Ortsbezirk (Gebiete der ehemaligen Gemeinde Unter-Mossau) mit Ortsbeirat und Ortsvorsteher, nach Maßgabe der §§ 81 und 82 HGO und des Kommunalwahlgesetzes in der jeweils gültigen Fassung gebildet. Der Ortsbeirat besteht aus drei Mitgliedern. Bei den Kommunalwahlen in Hessen 2021 betrug die Wahlbeteiligung zum Ortsbeirat Unter-Mossau 61,7 %. Dabei wurden gewählt: ein Mitglied der CDU und zwei Mitglieder der Überparteilichen Wählergemeinschaft Mossautal (ÜWG). Der Ortsbeirat wählte Volker Rein zum Ortsvorsteher.

## Kultur und Sehenswürdigkeiten
Im Ort befindet sich das 1987 erbaute Rathaus der Gemeinde Mossautal.

## Persönlichkeiten
- Johann Gottfried Bischoff (1871–1960), Stammapostel der Neuapostolischen Kirche
- Jakob Kredel (1808–1864), Landtagsabgeordneter